# Reutalmühle
Reutalmühle ist ein Wohnplatz sowie eine ehemalige Mühle auf der Gemarkung des Niederstettener Stadtteils Oberstetten im Main-Tauber-Kreis im fränkisch geprägten Nordosten Baden-Württembergs.

## Geographie
Der Wohnplatz befindet sich etwa einen Kilometer östlich von Oberstetten. Der Reutalbach führt direkt am Wohnplatz vorbei.

## Geschichte
Der Ort ist ab dem Jahre 1570 urkundlich nachweisbar. Vorherige urkundliche Nennungen von Ruwental sind wohl auf den Oberen Railhof bei Buchenbach in der heutigen Gemeinde Mulfingen im Hohenlohekreis zu beziehen.
Der Wohnplatz kam als Teil der ehemals selbständigen Gemeinde Oberstetten am 1. Januar 1972 zur Stadt Niederstetten.

## Kulturdenkmale
Kulturdenkmale in der Nähe des Wohnplatzes sind in der Liste der Kulturdenkmale in Niederstetten verzeichnet.

## Verkehr
Am Wohnplatz Reutalmühle befindet sich die Straße Reutalweg, der in Oberstetten abzweigt, wo ein Anschluss an die L 1001 besteht.